# Bezau
Bezau is een gemeente in de Oostenrijkse deelstaat Vorarlberg, gelegen in het district Bregenz (B). De gemeente heeft ongeveer 1900 inwoners.

## Geografie
Bezau heeft een oppervlakte van 34,42 km² en hoort daarmee bij de grootsten gemeenten van de Bregenzerwald. Het ligt in het westen van het land.

## Geschiedenis
Bezau is voor het eerst als "Baezenowe" in 1249 gedocumenteerd. Ingevolge de bouw van een eigen kerk in 1497 werd Bezau een autonome parochie. In 1656 werd er een kapucijnenklooster gesticht. Sinds 1806 fungeert Bezau als districtsrechtbank voor de regio Bregenzerwald. In 1902 werd de Bregenzerwaldbahn, een smalspoorlijn van 35,33 km, geopend. Deze spoorlijn verbond Bregenz en de Bregenzerwald tot het jaar 1982 en had als eindpunt Bezau.

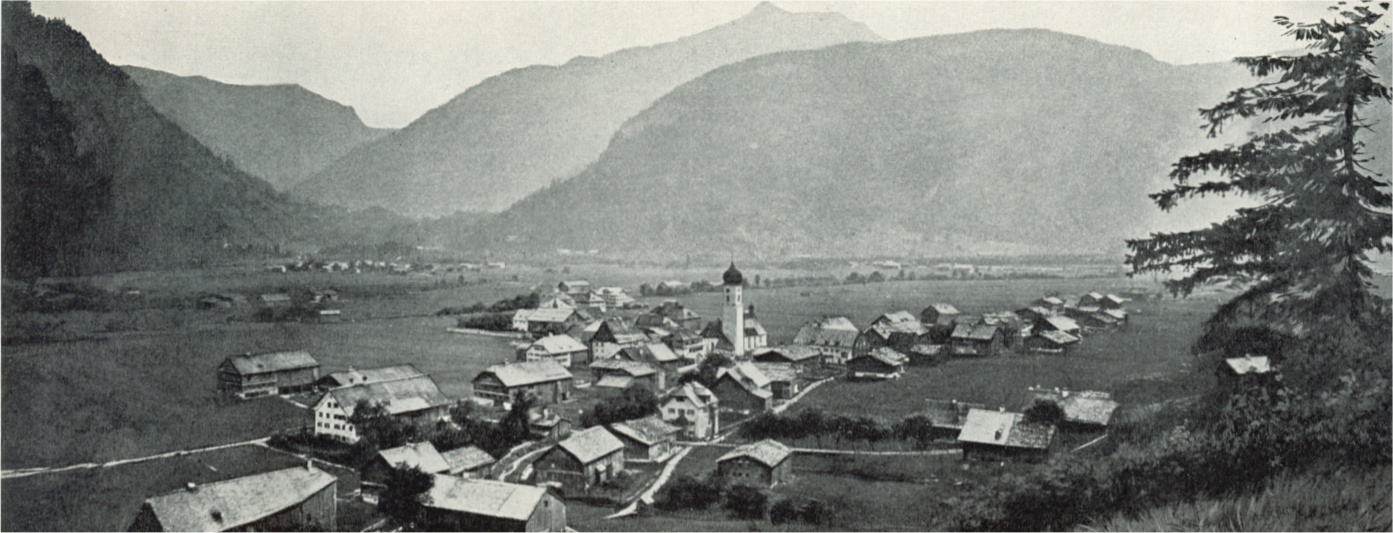
Bezau in de jaren 1890

### Wapen
Het wapen is rood met een zilveren band erdoorheen, toont een groene ontwortelde spar en is omringd van een bronzen boordsel. Bezau gebruikt dit wapen sinds 1929.

## Economie
Met 46 landbouwbedrijven en 656 hectare landbouwgrond profiteert Bezau van een sterke landbouwsector.
In Bezau zijn bovendien enkele kaasmakerijen gevestigd. Kaasmakerij Obere verwerkt ongeveer 680.000 liter melk. Kaasmakerij Kriechere verwerkt ongeveer 400.000 liter melk, waarvan circa 90% op traditionele manier verder wordt verwerkt tot Bergkäse. In 2013 opende nog een andere kaasmakerij, die deel uitmaakt van de Käsestraße Bregenzerwald.
Verder zijn in Bezau 36 ondernemingen, 37 ambachtelijke bedrijven, 18 toeristische bedrijven en 30 dienstverleners gevestigd. Bezau is werkplek voor rond 360 werknemers.

## Cultuur en bezienswaardigheden

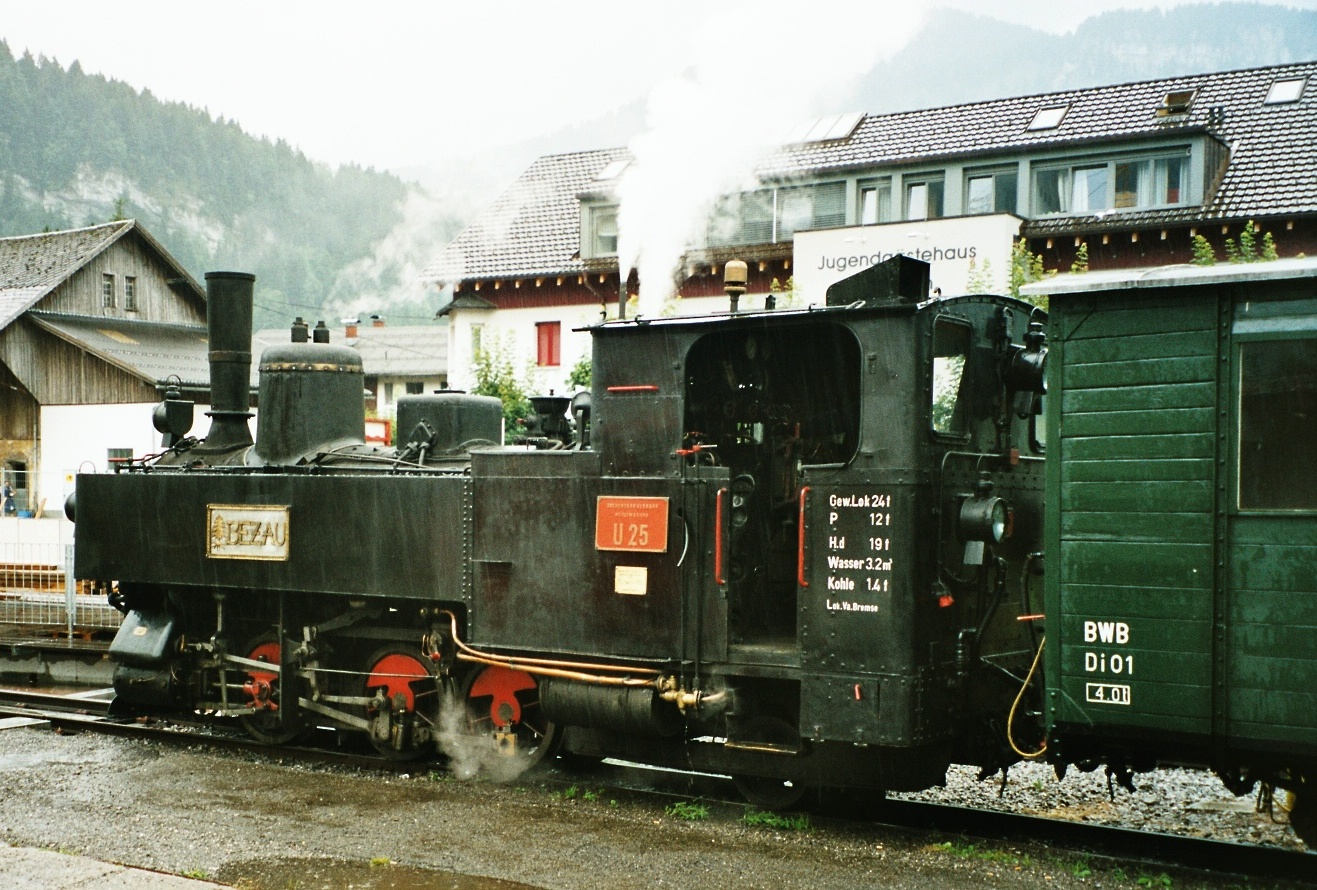
Bregenzerwaldbahn in Bezau

Van begin juni tot eind oktober vindt op het dorpsplein van Bezau elke vrijdag de weekmarkt plaats.
Bezau maakt deel uit van de Bregenzerwald Umgang (Bregenzerwald wandeling). De wandeling toont de vormgeving van 12 dorpen in het Bregenzerwald. Aan de hand van het landschap, openbare gebouwen, huizen en alledaagse objecten worden wandelaars geïnformeerd over de typische Bregenzerwälder architectuurstijl door de eeuwen heen.
Tussen mei en oktober bestaat de mogelijkheid om met de historische Bregenzerwaldbahn ("Wälderbähnle") 5 km van de originele route te rijden (Bezau–Reuthe–Schwarzenberg).
Het Heimatmuseum Bezau is een typische Bregenzerwälder boerderij die inzicht biedt in de traditionele levenswijze van deze streek.

De weekmarkt op het dorpsplein

Bezau Beatz is een jaarlijks muziekfestival dat sinds 2008 in augustus in Bezau plaatsvindt. De concerten vinden plaats op verschillende locaties: in het depot van de Bregenzerwaldbahn, een kunstsmederij, de parochiekerk St. Jodok of het Panorama Restaurant Baumgarten.

## Geboren
- Anton Innauer (1958), skispringer